# Безумецът
„Безумецът“ (на английски: Frantic) е американско-френски нео-ноар филм от 1988 г. на режисьора Роман Полански, който е съсценарист с Жерар Браш и Робърт Таун, с участието на Харисън Форд, Бети Бъкли, Джон Махони и Еманюел Сене. Музиката е композирана от Енио Мориконе.

## Актьорски състав
- Харисън Форд – доктор Ричард Уокър
- Еманюел Сене – Мишел
- Бети Бъкли – Сондра Уокър
- Жерар Клайн – Гаяр
- Жак Сирон – Управител на хотел
- Доминик Пинон – Вино
- Ив Рениер – Френския инспектор
- Робърт М. Граунд – Бившето ченге
- Джон Махони – Уилямс, служител на посолството в САЩ
- Джими Рей Уийс – Шап, началник по сигурността в посолството

## В България
В България филмът е първоначално разпространен на видеокасета през ноември 1993 г., преведен като „Отчаяният“.
През 1996 г. е издаден отново на видеокасета от „Александра Видео“.
На 1 юни 2000 г. е излъчен премиерно по Би Ти Ви със субтитри на български. Той е първият игрален филм, излъчен за телевизията.
На 22 януари 2013 г. се излъчва отново и по каналите на „БТВ Медия Груп“ с дублаж.

### Български дублажи
| Пост               | Име                                                            |
| ------------------ | -------------------------------------------------------------- |
| Превод             | Явор Костов                                                    |
| Редактор           | Лилия Райчева                                                  |
| Озвучаващи артисти | Радосвета Василева Никола Додов Пламен Сираков Никола Стефанов |
| Звукооператор      | Пламен Пировски                                                |
| Звукорежисьор      | Сия Попова                                                     |

| Пост                | Име                                                                         |
| ------------------- | --------------------------------------------------------------------------- |
| Озвучаващи артисти  | Христина Ибришимова Ася Братанова Христо Узунов Емил Емилов Николай Николов |
| Преводач            | Живко Тодоров                                                               |
| Тонрежисьор         | Стефан Македонски                                                           |
| Режисьор на дублажа | Михаела Минева                                                              |